# 북술라웨시바비루사
북술라웨시바비루사(Babyrousa celebensis)는 우제목/경우제목 멧돼지과에 속하는 멧돼지의 일종이다. 인도네시아 술라웨시섬 북부와 렘베 제도 인근 지역에서 발견된다. 큰 송곳니로 이루어진 대형 어금니 두 쌍을 갖고 있다. 윗 송곳니는 주둥이 윗부분을 뚫고 나와 있으며, 이마 윗쪽 뒤로 휘어져 있다. 사냥과 숲파괴때문에 멸종 취약종으로 등록되어 있다. 현지에서 "돼지사슴"(학명은 "돼지"(pig)를 의미하는 말레이어 "바비"(babi)와 "사슴"(deer)을 의미하는 "루사"(rusa)의 합성어에서 유래했다.)을 의미하는 다양한 이름으로 불리는데, 이는 수컷의 대형 어금니가 사슴의 가지뿔을 연상시키기 때문이다.